# Wings at the Speed of Sound
Wings at the Speed of Sound é o quinto álbum de estúdio da banda anglo-americana de rock Wings, lançado em 25 de março de 1976 pela Capitol Records. Editado no auge da popularidade da banda, alcançou o primeiro lugar na tabela musical dos Estados Unidos – o quarto álbum consecutivo da banda a ter tal conquista – e alcançou a segunda posição na tabela musical do Reino Unido. Ambos os singles do álbum – "Silly Love Songs" e "Let 'Em In" – também alcançaram o Top 5 nas tabelas britânica e norte-americana, com o primeiro alcançando a primeira posição nos Estados Unidos.
O álbum foi gravado e lançado em meio à bem-sucedida turnê Wings Over the World, com canções do álbum tocadas na turnê após seu lançamento. Posteriormente, as apresentações de "Let 'Em In", "Time to Hide", 'Silly Love Songs' e "Beware My Love" foram incluídas no álbum ao vivo Wings over America, editado em dezembro de 1976.
Como uma resposta aos críticos musicais que acreditavam que a banda era apenas uma ocasião para Paul McCartney, o álbum apresentava todos os membros da banda assumindo os vocais principais em pelo menos uma das faixas, com duas sendo escritas por, ou com a ajuda, de outros membros da banda além de Paul e Linda McCartney.

## Gravação
Após uma série de apresentações na Austrália em novembro de 1975, a banda fez uma pausa na turnê para passar as férias com suas famílias, e em janeiro de 1976 reservaram um tempo no Abbey Road Studios em Londres para gravar o que viria a ser seu próximo trabalho. Por causa dos compromissos da turnê, os Wings não tiveram a oportunidade de gravar em outro local. No final de fevereiro, o álbum estava completo e a banda voltaria para a estrada.
Durante as sessões de Speed of Sound, o grupo estava sendo criticado por ser apenas uma ocasião ou veículo para Paul McCartney lançar suas próprias canções. Ele então incentivou cada um dos membros da banda a contribuir com uma composição durante as sessões. A tentativa de criar um álbum democrático já havia sido feita em Red Rose Speedway, embora a ideia tenha sido rejeitada por sua gravadora.
O engenheiro de som Peter Henderson comentou mais tarde: "Lembro-me de um dos meus primeiros trabalhos de engenharia, trabalhando com Paul McCartney em Wings at the Speed of Sound – ele fazia duas tomadas vocais e perguntava: 'Qual é a melhor?' E quando ele tocava guitarra, ele realmente se inclinava e dava tudo o que tinha." Duas faixas ("The Note You Never Wrote" e "Warm and Beautiful") foram arranjadas pelo músico e compositor irlandês Fiachra Trench.
O álbum foi gravado no Abbey Road Studios em dois períodos diferentes: as primeiras sessões ocorreram entre agosto e setembro, e outubro de 1975, com o trabalho sendo retomado em janeiro–fevereiro de 1976. Durante o ensaio de "Must Do Something About It", McCartney ouviu o baterista Joe English cantar a canção e decidiu que ele faria o vocal principal. Em "Cook of the House", Paul toca o contrabaixo, enquanto "Silly Love Songs" foi arranjada em um ritmo "disco", de forma semelhante a "Sha La La" de Al Green.

## Recepção crítica
Wings at the Speed of Sound foi lançado no final de março de 1976, recebendo críticas mornas. O crítico Stephen Holden escreveu para a revista Rolling Stone o descrevendo como um álbum conceitual de "um dia com os McCartneys". A introdução, "Let 'Em In" foi entendida como um convite para se juntar à família McCartney neste dia de fantasia, com explicação de sua filosofia ("Silly Love Songs"), uma pausa para o almoço ("Cook of the House") e uma oportunidade de conhecer os amigos de Paul McCartney (Denny Laine em "The Note You Never Wrote", Jimmy McCulloch em "Wino Junko", etc.)
O álbum alcançou o segundo lugar no Reino Unido (sendo este o quarto álbum mais vendido do ano). Tornou-se o álbum de maior sucesso de Paul nas tabelas musicais norte-americanas desde seus dias nos Beatles, passando sete semanas não consecutivas na primeira posição durante o verão. Vendeu 3,5 milhões de cópias em todo o mundo.
Muito do sucesso do álbum pode ser atribuído a seus dois singles de sucesso: "Silly Love Songs", uma resposta aos seus críticos, que se tornou um dos singles mais vendidos de 1976, seguido por "Let 'Em In", que também escalou nas tabelas. Em meio a tudo isso, a banda finalmente foi para a América do Norte para a turnê Wings over America, fazendo os primeiros shows de McCartney lá em dez anos (após a última turnê dos Beatles na América em 1966) para uma reação eufórica; quatro canções de Speed of Sound foram incluídas no set list da turnê.

## Relançamentos
Em 1993, Wings at the Speed of Sound foi remasterizado e relançado em disco compacto como parte da série The Paul McCartney Collection(em inglês); "Walking in the Park with Eloise", lançada sob o nome de "Country Hams", seu lado B "Bridge on the River Suite" e "Sally G" (lado B de "Junior's Farm") foram adicionadas como faixas bônus. Todas foram gravadas em Nashville em 1974.
Em setembro de 2014, o álbum foi relançado, junto a Venus and Mars, como parte da Paul McCartney Archive Collection(em inglês).

## Lista de faixas
Todas as faixas escritas e compostas por Paul e Linda McCartney, exceto as indicadas. 
| Lado um |                                 |                            |         |  |
| N.º     | Título                          | Vocais principais          | Duração |  |
| 1.      | "Let 'Em In"                    | P. McCartney               | 5:10    |  |
| 2.      | "The Note You Never Wrote"      | Denny Laine                | 4:21    |  |
| 3.      | "She's My Baby"                 | P. McCartney               | 3:08    |  |
| 4.      | "Beware My Love"                | P. McCartney, L. McCartney | 6:28    |  |
| 5.      | "Wino Junko" (McCulloch, Allen) | Jimmy McCulloch            | 5:21    |  |

| Lado dois |                              |                                   |         |  |
| N.º       | Título                       | Vocais principais                 | Duração |  |
| 1.        | "Silly Love Songs"           | P. McCartney, L. McCartney, Laine | 5:54    |  |
| 2.        | "Cook of the House"          | L. McCartney                      | 2:39    |  |
| 3.        | "Time to Hide" (Laine)       | Laine                             | 4:32    |  |
| 4.        | "Must Do Something About It" | Joe English                       | 3:43    |  |
| 5.        | "San Ferry Anne"             | P. McCartney                      | 2:07    |  |
| 6.        | "Warm and Beautiful"         | P. McCartney                      | 3:13    |  |

## Ficha técnica
Wings
- Paul McCartney – vocais principais, baixo elétrico, guitarras, teclados, contrabaixo
- Linda McCartney – vocais principais (em "Cook of the House"), vocais de apoio, teclados
- Denny Laine – vocais principais (em "The Note You Never Wrote" e "Time to Hide"), vocais de apoio, guitarras, piano, harmônica
- Jimmy McCulloch – vocais principais (em "Wino Junko"), guitarras
- Joe English – vocais principais (em "Must Do Something About It"), bateria, percussão

Músicos adicionais
- Tony Dorsey – trombone
- Thaddeus Richard – saxofone, clarinete, flauta
- Steve Howard – trompete, fliscorne
- Howie Casey – saxofone
- George Tidwell – trompete
- Não creditado – orquestração

## Posição nas tabelas musicais
| Parada (1976–77)                      | Melhor posição |
| ------------------------------------- | -------------- |
| Austrália (Kent Music Report)         | 2              |
| Países Baixos (Dutch Charts)          | 3              |
| Alemanha (Offizielle Deutsche Charts) | 32             |
| Japão (Oricon)                        | 4              |
| Nova Zelândia (RMNZ)                  | 2              |
| Noruega (VG-lista)                    | 2              |
| Espanha (El Musical)                  | 15             |
| Suécia (Sverigetopplistan)            | 7              |
| Reino Unido (UK Albums Chart)         | 2              |
| Estados Unidos (Billboard 200)        | 1              |
| Parada (2014)                         | Melhor posição |
| Bélgica (Ultratop Flandres)           | 72             |
| Bélgica (Ultratop Valônia)            | 87             |
| Países Baixos (Dutch Charts)          | 52             |
| França (SNEP)                         | 120            |
| Itália (FIMI)                         | 76             |
| Reino Unido (UK Albums Chart)         | 64             |
| Reino Unido Billboard 200             | 45             |
| Estados Unidos (Top Catalog Albums)   | 4              |

| Parada (1976)                 | Posição |
| ----------------------------- | ------- |
| Austrália (Kent Music Report) | 9       |
| Canadá (RPM)                  | 2       |
| Holanda (Album Top 100)       | 26      |
| Nova Zelândia (RMNZ)          | 14      |
| Reino Unido (OCC)             | 10      |
| Billboard 200                 | 3       |